# Општина Магура Илвеј (Бистрица-Насауд)
Магура Илвеј (рум. Măgura Ilvei) општина је у Румунији у округу Бистрица-Насауд.
Oпштина се налази на надморској висини од 672 m.